# Babos Zoltán (miniszterhelyettes)
Babos Zoltán (Bőnyrétalap, 1920. február 15. – Budapest, 1984. szeptember 20.) vállalatvezető, miniszterhelyettes.

## Élete
Fiatalon a mosonmagyaróvári Grüneberg fogkefegyárban dolgozott, majd a gyár államosítását követően, 1949-ben annak igazgatója lett. 1952-ben a Begyűjtési Minisztériumba került, miniszterhelyettesi beosztásba.  1957 és 1967 áprilisa között az az Élelmezésügyi Minisztérium miniszterhelyettese volt. Időközben elvégezte a Budapesti Műszaki Egyetem Vegyészmérnöki Karát, ahol 1964-ben vegyészmérnöki oklevelet szerzett. Minisztériumi munkája mellett 1967-től 1974-ig az Élelmezésipari Tervező Vállalat vezérigazgatója is volt, valamint 1958 és 1981 között a Magyar Élelmezésipari Tudományos Egyesület elnöki tisztét is betöltötte.

### Kutatható iratanyaga
Élelmiszeripari miniszterhelyettesi működési időszakából 0,53 iratfolyóméternyi (4 doboznyi és egy kötetnyi), élelmezésügyi miniszterhelyettesi működési időszakából 8,33 iratfolyóméternyi (69 doboznyi és egy kötetnyi), maradandó értékűnek minősített iratanyaga került az Országos Levéltár, mai nevén Magyar Nemzeti Levéltár Országos Levéltára őrizetébe, ahol előbbi a XIX-K-6-r, utóbbi a XIX-K-8-bb törzsszámon kutatható.